# Angelo Franco
Angelo Franco (Venezia, 28 luglio 1887 – Milano, 9 ottobre 1961) è stato uno scultore italiano.

## Biografia
Allievo all'Accademia di belle arti di Venezia del prof. Carlo Lorenzetti, da cui eredita un caratteristico modellato dei volti, partecipa alla Prima mostra di arte veneta del 1913, ma inizia l'attività più significativa dopo la prima guerra mondiale, alla quale prende parte come combattente. Negli anni '20 e '30 alcune sue opere furono esposte alle mostre collettive della Fondazione Bevilacqua La Masa a Venezia e alla Biennale (Adamo ed Eva, 1936).

## Opere

### Siti pubblici di Venezia
- il basamento bronzeo commemorativo dei parrocchiani della parrocchia dei Carmini caduti nella prima guerra mondiale, che sostiene l'asta porta bandiera in campo Santa Margherita. Le figure allegoriche rappresentano le virtù del soldato: Prudenza, Giustizia, Temperanza e Fortezza (1923),
- la stele commemorativa dei militari della Guardia di Finanza di Venezia caduti nella prima guerra mondiale, che è collocato sulla parete della Punta della Dogana (lato Canal Grande);
- il pilo del Ponte della Libertà (lato ponte ferroviario) con scolpito un leone marciano "di Trau", con richiamo al monumento distrutto nel dicembre 1932 nella città dalmata (1933);
- busto bronzeo (scomparso) di Dante Alighieri collocato nel 1921, nel sesto anniversario della morte, nel chiostro del liceo Marco Foscarini. Il busto fu rubato nel 2002;
- busto-monumento del conte Giovanni Battista Venier, nobiluomo veneziano, collocato nel 1921 sull'arco del portone laterale della chiesa di Santa Maria Formosa (il conte sostenne la ricostruzione della cupola, danneggiata da una bomba durante la prima guerra mondiale);
- il busto del prof. Fabio Besta nell'omonima aula di Ca' Foscari (anni '30);
- il monumento al Caduto ignoto della prigionia della seconda guerra mondiale ai Giardini della Biennale di Venezia (inaugurato nel 1951);
- vari monumenti funebri nel cimitero di San Michele (Venezia);
- il Nettuno che orna la prua della bissona Serenissima (fine anni '50).

### Fuori Venezia
- il bronzetto raffigurante Cesare Battisti presso il Museo del Risorgimento e istituto mazziniano di Genova, databile al 1918-19.

### Arte sacra
Nell'ambito dell'arte sacra vanno segnalate le decorazioni della chiesa di Sant'Antonio al Lido di Venezia, di Santa Maria di Lourdes a Mestre (facciata), di Santa Maria di Altobello di Mestre (statua in ceramica abbattuta da un fortunale negli anni ottanta), altare della chiesa di Santa Maria Concetta della parrocchia di Eraclea (VE) illustrativa delle litanie mariane. Alcune opere furono destinate all'estero: un portale bronzeo per una cappella del cimitero metropolitano di New York (1929) e una Via crucis per una chiesa cattolica di Londra. A Roma furono collocati un busto di Luigi Luzzatti (Ministero delle Finanze) e uno di Piero Foscari (ex Ministero delle Colonie).

### Altro
Dopo la seconda guerra mondiale Angelo Franco si dedica alla ceramica per arredamento di appartamenti (lampade, maniglie, oggetti vari) ispirata a modelli di arte decorativa austriaca e tedesca.
Negli ultimi anni (1955-1961) si trasferisce a Milano dove modella e scolpisce ritratti, soggetti di arte sacra e monumenti funebri per i cimiteri di Milano Monumentale e Musocco.